# Oda Nobukane
Oda Nobukane (織田 信包 (Chức Điền Tín Bao) Oda Nobukane, 1548 - 1614) là một samurai trong thời kỳ Sengoku vào thế kỷ 16 của Nhật Bản. Ông là con trai út của Oda Nobuhide, em trai của vị lãnh chúa quyền lực Oda Nobunaga. Vào năm 1568, ông được nhà Nagao nhận làm con nuôi. Năm 1594, Nobukane xuống tóc và trở thành một nhà sư. Ông ủng hộ cho Ishida Mitsunari trong suốt chiến dịch Sekigahara vào năm 1600. Sau khi Ishida thất bại, Nobukane sống ẩn dật và làm nghề họa sĩ. Ông mất vào năm 1614 vì tuổi già. 